# Manuel Sánchez Mármol
Manuel Sánchez Mármol är en ort i Mexiko.   Den ligger i kommunen Huimanguillo och delstaten Tabasco, i den sydöstra delen av landet, 600 km öster om huvudstaden Mexico City. Manuel Sánchez Mármol ligger 38 meter över havet och antalet invånare är 563.
Terrängen runt Manuel Sánchez Mármol är mycket platt. Runt Manuel Sánchez Mármol är det ganska glesbefolkat, med 45 invånare per kvadratkilometer. Närmaste större samhälle är Huapacal 1ra. Sección, 19,4 km norr om Manuel Sánchez Mármol. Trakten runt Manuel Sánchez Mármol består till största delen av jordbruksmark.